# Gustaf Skarsgård
Gustaf Caspar Orm Skarsgård (tiếng Thụy Điển: [ˈgɵstˌav ˈskɑːʂɡoːɖ] ⓘ; sinh ngày 12 tháng 11 năm 1980) là một nam diễn viên người Thụy Điển.

## Danh sách phim
| Năm      | Tên                                      | Vai                      | Ghi chú |
| -------- | ---------------------------------------- | ------------------------ | ------- |
| 1989     | Prima ballerina                          | Spinken                  |         |
| 1989     | Täcknamn Coq Rouge                       | Erik Hamilton            |         |
| 1994     | Min vän Percys magiska gymnastikskor     | Jan                      |         |
| 1995     | Sommaren                                 | Steffe                   |         |
| 1996     | Euroboy                                  | Robber                   |         |
| 1996     | Skuggornas hus                           | Julius "J.B" Bloomendolf |         |
| 2002     | Kontrakt                                 |                          |         |
| 2002     | The Invisible                            | Niklas                   |         |
| 2002     | Gåvan                                    | David                    |         |
| 2002     | Cleo                                     |                          |         |
| 2003     | Evil                                     | Otto Silverhielm         |         |
| 2003     | Detaljer                                 |                          |         |
| 2003     | Swedenhielms                             | Bo Swedenhielm           |         |
| 2004     | The Color of Milk                        |                          |         |
| 2004     | Babylonsjukan                            |                          |         |
| 2006     | Kidz in da Hood                          | Johan                    |         |
| 2006     | Snapphanar                               | Karl XI                  |         |
| 2007     | Pyramiden                                |                          |         |
| 2007     | Arn – The Knight Templar                 | King Knut                |         |
| 2008     | Mellan 11 och 12                         | Jonas                    |         |
| 2008     | Iskariot                                 | Adam                     |         |
| 2008     | Arn – The Kingdom at Road's End          | King Knut                |         |
| 2008     | Patrik, Age 1.5                          | Göran Skoogh             |         |
| 2009     | May Fly                                  | Jimmy                    |         |
| 2010     | Trust Me                                 | Jon                      |         |
| 2010     | The Way Back                             | Voss                     |         |
| 2011     | Bibliotekstjuven                         | John                     |         |
| 2011     | Happy End                                | Peter                    |         |
| 2012     | Kon-Tiki                                 | Bengt Danielsson         |         |
| 2013     | Autumn Blood                             |                          |         |
| 2013     | Vi                                       | Krister                  |         |
| 2013–nay | Vikings                                  | Floki                    |         |
| 2013     | The Big Leap                             | John                     |         |
| 2013     | The Galapagos Affair: Satan Came to Eden | Rolf Blomberg            |         |
| 2014     | Ettor & nollor                           | Karl                     |         |
| 2017     | Darling                                  | Frans                    |         |
| 2018-    | Westworld                                | Karl Strand              |         |
| 2018-    | 438 Days                                 |                          |         |
| 2023     | Oppenheimer                              | Hans Bethe               |         |